# Skašovská lípa
Skašovská lípa je památný strom ve Skašově. Lípa malolistá (Tilia cordata Mill.) roste v obci u silnice směrem na Měčín na soukromém pozemku, v blízkosti zpevněné cesty ke statku, v nadmořské výšce 517 m. Stáří je odhadováno na 400 let, strom je vysoký 13 m, obvod kmene 470 cm (měřeno 2009). Několikrát do ní udeřil blesk, v roce 1992 byla popálena požárem, na kmeni je otevřená dutina. Lípa byla v roce 2005 odborně ošetřena, tím bylo docíleno větší stability korunu i celého stromu. Je chráněna od 1. března 2003 jako historicky důležitý strom, významný stářím.

### Externí odkazy

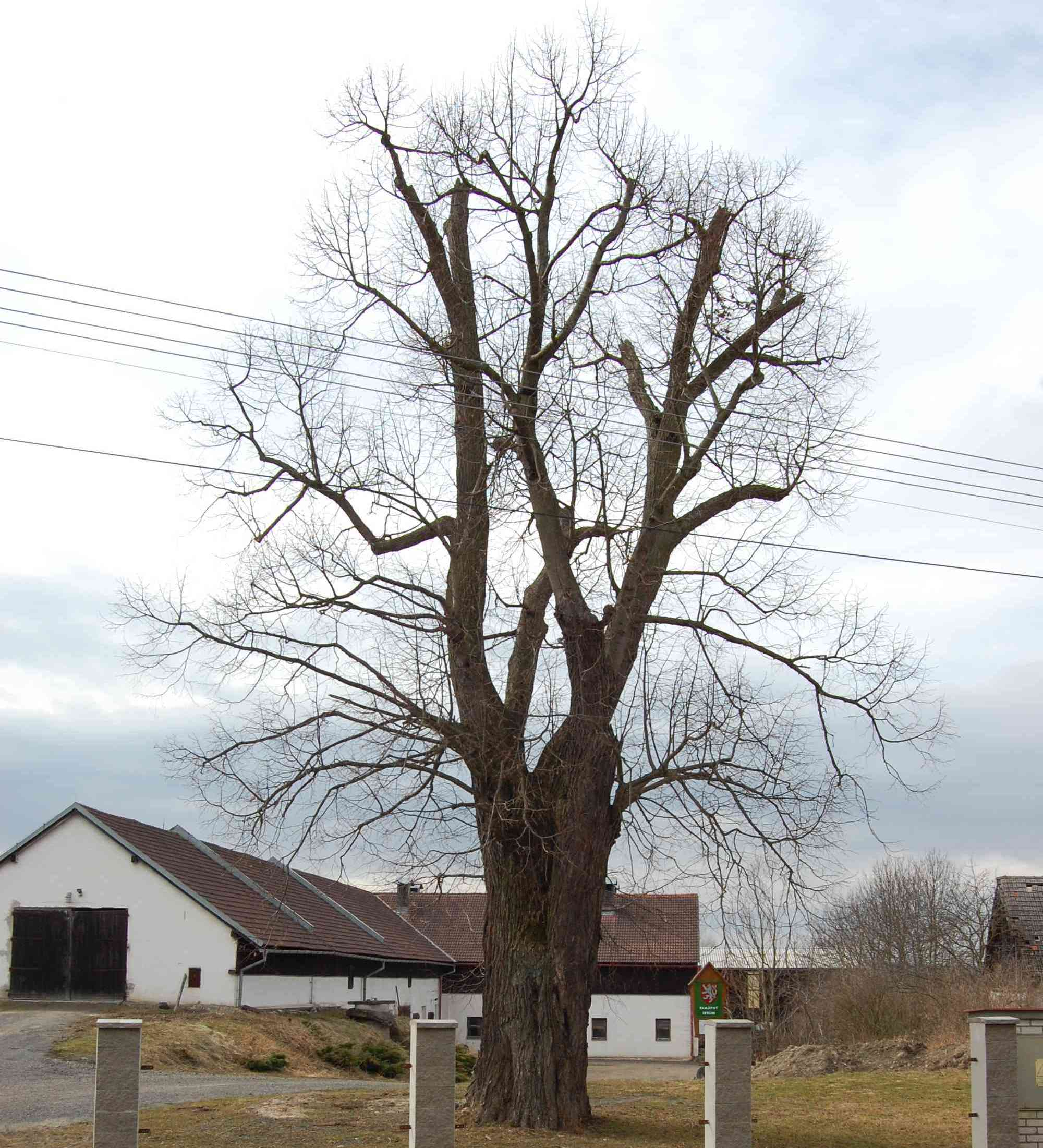
Lípa v zimě

## Památné stromy v okolí
- Skašovský buk